# Батман (фехтование)
Батма́н (фр. battement — «взмах», англ. beat — «удар») — движение, используемое во время атаки в спортивном и сценическом фехтовании, для того, чтобы нанести укол или удар по противнику. В фехтовании различают несколько видов батмана, но это не меняет основной сути движения. Для того, чтобы совершить батман боец или спортсмен должен нанести удар по клинку или захватить клинок соперника во время проведения атаки. Воздействовать на клинок соперника можно в разных плоскостях, например, можно нанести сильный удар по оружию оппонента в целях его полного увода из зоны поражения или совершить скользящее движение с применением захвата, чтобы вскрыть защиту противника.
Технически батман может применяться как в атаке, так и для защиты. Однако некоторые источники удар по клинку противника в целях защиты называют «парированием».